# Goldenes Kalb (Filmpreis)/Bestes Szenenbild
Das Goldene Kalb für das beste Szenenbild (Gouden Kalf voor de beste production design) honoriert beim jährlich veranstalteten Niederländischen Filmfestival den besten Szenenbildner eines Wettbewerbsfilms. Die Auszeichnung wurde erstmals  im Jahr 2003 verliehen. Über die Vergabe des Preises stimmt eine Wettbewerbsjury ab.

## Preisträger
| Jahr | Preisträger            | Film                   | Deutscher Verleihtitel |
| ---- | ---------------------- | ---------------------- | ---------------------- |
| 2003 | Benedict Schillemans   | Pietje Bell            |                        |
| 2004 | Marco Rooth            | De Dominee             |                        |
| 2005 | Gert Brinkers und Team | Spoon                  | Lepel                  |
| 2006 | Gert Brinkers          | Ober                   |                        |
| 2007 | Maarten Piersma        | Nightwatching          |                        |
| 2008 | Elsje de Bruijn        | TBS                    |                        |
| 2009 | Floris Vos             | Oorlogswinter          | Mein Kriegswinter      |
| 2010 | Vincent de Pater       | Lang en gelukkig       |                        |
| 2011 | Gert Brinkers          | Dik Trom               |                        |
| 2012 | Wilbert van Dorp       | De Heineken Ontvoering |                        |
| 2013 | Lieke Scholman         | Wolf                   |                        |
| 2014 | Alfred Schaaf          | Hemel op aarde         |                        |
| 2015 | Hubert Pouille         | De surprise            |                        |
| 2016 | Ben Zuydwijk           | J. Kessels             |                        |
| 2017 | Floris Vos             | Brimstone              |                        |
| 2018 | Harry Ammerlaan        | Bankier van her verzet |                        |
| 2019 | Kurt Loyens            | Baantjer: het begin    |                        |